# William Henry Bundey

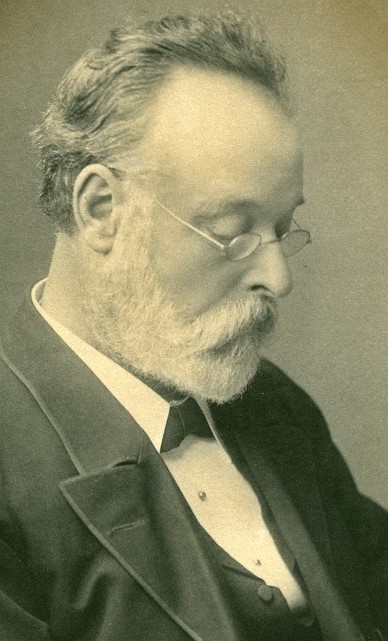
William Henry Bundey in 1880

William Henry Bundey (30 januari 1838 - 6 december 1909) was een Australisch politicus, jurist en rechter.

## Beginjaren
Bundey werd geboren in Exbury, Hampshire, Engeland. Hij was de tweede zoon van James Bundey en diens vrouw Harriett (geboortenaam: Lockyer). Na in Engeland een grote hoeveelheid geld verloren te hebben, besloot het gezin in 1848 om naar Zuid-Australië te emigreren. Zijn vader overleed binnen enkele weken na aankomst in Australië. Bundey begon toen - op tienjarige leeftijd - te werken bij een advocatenkantoor. In 1856 werd hij als griffier aangesteld bij de rechtbank van Onkaparinga. Al na ongeveer zes jaren stopte hij met deze baan om voor een advocaat te werken. Bundey verkreeg bijna al zijn kennis door middel van zelfstudie, maar hij was een begaafde rechtenstudent. Hij werd in 1856 dan ook toegelaten tot de bar, de Anglo-Saksische variant van de Orde van Advocaten. Hij kende veel succes als advocaat, met name in strafzaken. Hij wilde verdachten alleen verdedigen als hij in hun onschuld geloofde. In 1878 werd hij benoemd tot Queen's Counsel, wat inhoudt dat hij van de Kroon een hogere status kreeg toegekend als jurist.

## Politieke carrière
In 1871 werd Bundey gekozen in het Zuid-Australische parlement. Van juli 1874 tot maart 1875 was hij minister van Justitie en Onderwijs in het derde kabinet onder leiding van Arthur Blyth. Als zodanig was Bundey medeverantwoordelijk voor het ontstaan van de universiteit van Adelaide. Wegens gezondheidsredenen deed hij geen poging om in 1875 te worden herkozen, maar hij keerde drie jaren later terug in het parlement en fungeerde als advocaat-generaal tijdens de regeringsperiode van William Morgan van september 1878 tot maart 1881. Een tocht door Europa en het Oosten zorgde voor een verbetering van zijn conditie. In april 1882 keerde hij terug naar Adelaide. In 1884 werd hij aangesteld als rechter bij het Zuid-Australische Hooggerechtshof en die functie bleef hij negentien jaren lang uitoefenen.
- Australian Dictionary of Biography: bundey-sir-william-henry-3111
- Trove: 631272
- Virtual International Authority File: 94774506